# Mesoprädator
Ein Mesoprädator ist ein Prädator, der andere Tiere jagt, erlegt und frisst, aber selbst auch zur Beute eines, meist größeren, Jägers werden kann, insbesondere eines am Ende der Nahrungskette stehenden Spitzenprädators. Mesoprädatoren nehmen innerhalb der in ihrem Lebensraum vorhandenen Lebensgemeinschaft die ökologische Funktion von Konsumenten mindestens zweiter Ordnung ein (siehe Trophieniveau), sind also Sekundärkonsumenten oder auch Tertiärkonsumenten. Es handelt sich daher immer um ein zoophages Tier.
Zu den Mesoprädatoren zählen typischerweise kleine Landwirbeltiere, beispielsweise Spitzmäuse oder Eidechsen. Sie fressen Insekten, Insektenlarven und Regenwürmer und werden von kleineren Greifvögeln, Katzen und Hunden erbeutet. Der Rotfuchs ist in Gebieten, in denen Wölfe leben, sowohl ein Nahrungskonkurrent als auch ein potenzielles Beutetier des Wolfes. Somit nimmt er in diesen Lebensräumen die Stellung eines Mesoprädators ein.
Interspezifische Konkurrenz zwischen Spitzen- und Mesoprädatoren (engl. Oberbegriff: intra-guild competition), infolge derer die Population der Mesoprädatoren durch die der Spitzenprädatoren dezimiert wird (engl. asymmetrical interference competition), können trophische Kaskadeneffekte erzeugen, die sich auf die Populationen der jeweils von den Mesoprädatoren bevorzugten Beutetiere auswirken. Intensiv erforscht werden diesbezüglich unter anderem die Wechselbeziehungen zwischen Wolf, Kojote und Rotfuchs in Nordamerika: Da eher Kojoten von Wölfen angegriffen und getötet werden als Füchse, ist das Zahlenverhältnis zwischen Kojoten und Füchsen besonders klein in Gebieten, in denen es Wölfe gibt, wohingegen es teils deutlich größer ist in Gebieten, in denen es keine Wölfe gibt. Ausnahmen bilden die Randzonen des Verbreitungsgebietes der Wölfe, da dort Kojoten aufgrund der Nähe zu den angrenzenden wolfsfreien Gebieten stärker präsent sind als in den Kernzonen des Verbreitungsgebietes der Wölfe. Hinsichtlich der Beutepopulationen wurde bei einer Studie in den Wäldern von Wisconsin und Michigan festgestellt, dass in stark von Wölfen frequentierten Gebieten die Population der Schneeschuhhasen, der bevorzugten Beute von Kojoten, statistisch signifikant größer war als in schwach von Wölfen frequentierten Gebieten, wohingegen in schwach von Wölfen frequentierten Gebieten die Populationen der Hirschmäuse, der bevorzugten Beute des Rotfuchses, meist statistisch signifikant größer waren als in stark von Wölfen frequentierten Gebieten.